# آرثر شابمان
آرثر شابمان (بالإنجليزية: Arthur Chapman)‏ (1 نوفمبر 1834 في المملكة المتحدة - 27 نوفمبر 1867 في المملكة المتحدة) هو لاعب كريكت بريطاني (وحمل سابقاً جنسية المملكة المتحدة لبريطانيا العظمى وأيرلندا). لعب مع نادي مقاطعة ساسكس للكركيت ‏ ونادي مارليبون للكريكت ‏.

## وصلات خارجية
- آرثر شابمان على موقع إي آس بي آن كريك إنفو (الإنجليزية)